# ديف راجيت
ديف راجيت هو متخصص كمبيوتر إنجليزي لعب دورًا رئيسيًا في تنفيذ شبكة الويب العالمية منذ عام 1992.
لقد كان متابع في رابطة الشبكة العالمية منذ عام 1995 وعمل على العديد من بروتوكولات الويب الرئيسية، بما في ذلك HTTP ، لغة توصيف النص الفائق، لغة ترميز النص الفائق القابلة للتمديد و MathML و XForms و VoiceXML. كتب راجيت أيضًا إتش تي إم إل تي دي (HTML Tidy)  وهو حاليًا رائد أعمال رابطة الشبكة العالمية على ويب الأشياء. يعيش في غرب إنجلترا.

## مهنة
من عام 1981 إلى عام 1984، عمل ديف راجيت في شركة آلات البحث، حيث قام بتصميم وتطوير برامج الشبكات المحلية لآلات معالج زد 80 لاستخدامها في المدارس. في العام التالي، بصفته مطور برامج في قسم إنتاجية المكاتب هوليت-باكارد، عمل على حلول الطباعة عن بُعد.
من عام 1985 إلى عام 2000، عمل راجيت كباحث في هوليت-باكارد لاب في برستل، حيث تابع مجموعة متنوعة من المشاريع، بما في ذلك نظام الخبراء، نص تشعبي، الشبكات، مستعرض الويب، والخوادم، نظام مضمن s ، أنظمة استجابة صوتية تفاعلية.
بعد أن التقى تيم برنرز - لي في عام 1992، شارك راجيت في تطوير شبكة الويب العالمية.
في عام 1993، كرس راجيت وقت فراغه لتطوير متصفح ويب يسمى ارينا (متصفح ويب)، والذي كان يأمل أن يوضح فيه مواصفات HTML الجديدة والمستقبلية. كان تطوير المتصفح بطيئًا لأن راجيت كان المطور الوحيد وكانت هوليت-باكارد، مثل العديد من شركات الكمبيوتر الأخرى في ذلك الوقت، غير مقتنعة بأن شبكة الويب العالمية ستنجح، وبالتالي لم تفكر في الاستثمار في تطوير متصفح الويب.
في «التصميم الأصلي والمصير النهائي لشبكة الويب العالمية بواسطة مخترعها»، كتب تيم برنرز - لي:

أحد المطورين التجاريين القلائل الذين انضموا إلى المسابقة كان ديف راجيت في هوليت-باكارد في بريستول، إنجلترا. أنشأ متصفحًا يسمى ارينا. لدى HP اتفاقية مفادها أن الموظف يمكن أن يشارك في عمل ذي صلة ومفيد ولكن ليس رسميًا لمدة 10 بالمائة من وقت عمله. قضى ديف 10 في المائة من وقته، بالإضافة إلى الكثير من الأمسيات وعطلات نهاية الأسبوع، في الحلبة. كان مقتنعًا بأن صفحات الويب ذات النص التشعبي يمكن أن تكون أكثر إثارة، مثل صفحات المجلات بدلاً من صفحات الكتب المدرسية، وأنه يمكن استخدام HTML ليس فقط في وضع نص على الصفحة ولكن الصور والجداول والميزات الأخرى. استخدم ارينا لشرح كل هذه الأشياء، ولتجربة طرق مختلفة لقراءة وتفسير كل من صفحات HTML الصحيحة والمكتوبة بشكل غير صحيح.

عرض راجيت المتصفح في المؤتمر الدولي الأول على شبكة الويب العالمية في  جنيف ، سويسرا في 1994  ومؤتمرISOC لعام 1994 في براغ  إظهار تدفق النص حول الصور والنماذج وغيرها جوانب HTML تم تسميتها لاحقًا بمواصفات HTML +. اشترك راجيت لاحقًا مع CERN لتطوير ارينا بشكل أكبر باعتبارها إثبات المفهوم متصفح لهذا العمل. باستخدام متصفح ارينا، أظهر راجيت وهنريك كريستيك نيلسن وهاكون فيوم لاي وآخرون تدفق النص حول شكل مع تسميات توضيحية وجداول يمكن تغيير حجمها وخلفيات صور ورياضيات HTML وميزات أخرى.
في عام 1994، نظم راجيت (مجموعة مهندسي الإنترنت) على HTTP ، واستمر في إطلاق ورئاسة IETF مجموعة عمل HTTP ، بالإضافة إلى قيادة عمل المعايير المبكرة على HTML + ، HTML 3.0 ، جداول HTML ، والعمل مع NCSA على تصميم نماذج HTML.
بين عامي 1995 و 1997، عمل راجيت في مهمة في معهد ماساتشوستس للتكنولوجيا مختبر علوم الكمبيوتر في كامبريدج ، ماساتشوستس، كجزء من دوره شبكة الويب العالمية(W3C) زميل.
في عام 1998، نظم ورشة عمل W3C بعنوان «تشكيل مستقبل HTML». من 2000 إلى 2003، عمل راجيت في انظمة اوبن ويف كمدير تقني لمشاركة اوبن ويف في W3C وزميل W3C (عضو في فريق W3C). اوبن ويف لديه خبرة مع VoiceXML للرسائل الموحدة. لقد خططوا أيضًا لإضافة دعم للهاتف المحمول للخدمات متعددة الوسائط، لكن كان عليهم إعادة التركيز بسبب تراجع الإنفاق على الاتصالات من قبل مشغلي شبكات الهاتف المحمول.
في السنوات الثلاث التالية، عمل في كانون كمستشار يعمل على قيادة تطور معايير التفاعل متعدد الوسائط وتقنيات W3C الأخرى.
من عام 2006 إلى عام 2007، عمل راجيت في فولانتيس كباحث رئيسي يعمل على المعايير وإثبات تطبيقات المفاهيم ذات الصلة، مع التركيز على عمل المعايير على شبكة الويب في كل مكان.صاغ راجيت مصطلح لغة نمذجة الواقع الافتراضي (VRML في ورقة تم تقديمها إلى المؤتمر الدولي الأول على شبكة الويب العالمية في عام 1994، وتمت مناقشته لأول مرة في WWW94 VRML BOF بواسطة تيم بيرنرز لي، حيث قدم مارك بيسسي عرض متاهة الذي طوره مع توني باريس  وبيتر كينارد.

## البرامج
تتضمن البرامج التي طورها راجيت ما يلي:
- ارينا - Arena (متصفح الويب)
- إتش تي إم إل تي دي (HTML Tidy)
- HTML Slidy

## المواصفات / البروتوكولات
المواصفات والبروتوكولات التي كتبها وطورها راجيت تشمل:
- XForms
- لغة توصيف النص الفائق + / 3.0 / 4.01
- XBRL

## روابط خارجية
- www.w3.org/People/Raggett&nbsp؛— الصفحة الرسمية لـ ديف راجيت
- صفحة من الأيام الأولى لتطوير شبكة الويب العالمية
- السيرة الذاتية
- http://www.w3.org/People/all#dsr